# Refinería de azúcar

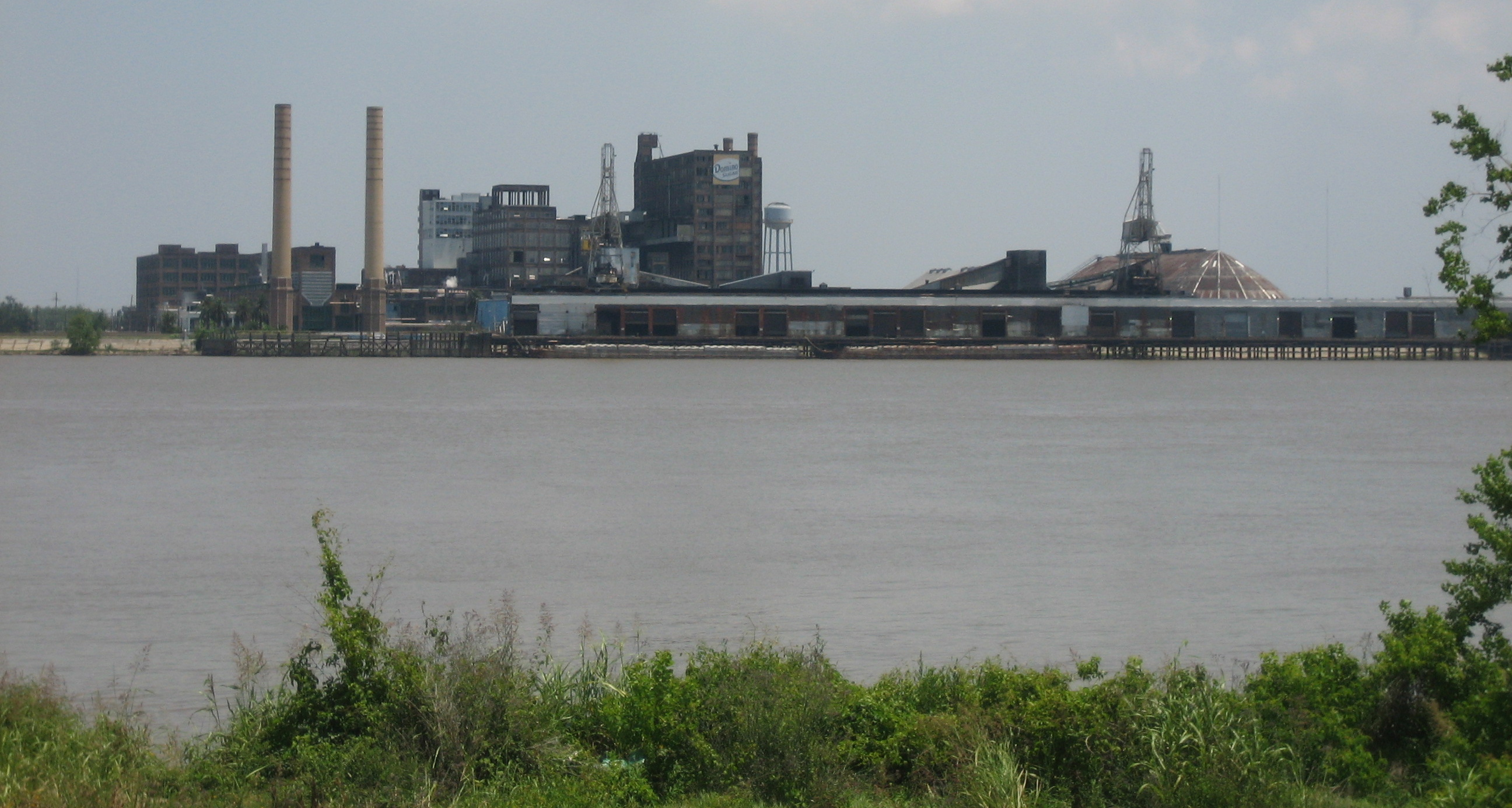
La refinería de azúcar Domino en Arabi, Luisiana, EE. UU.

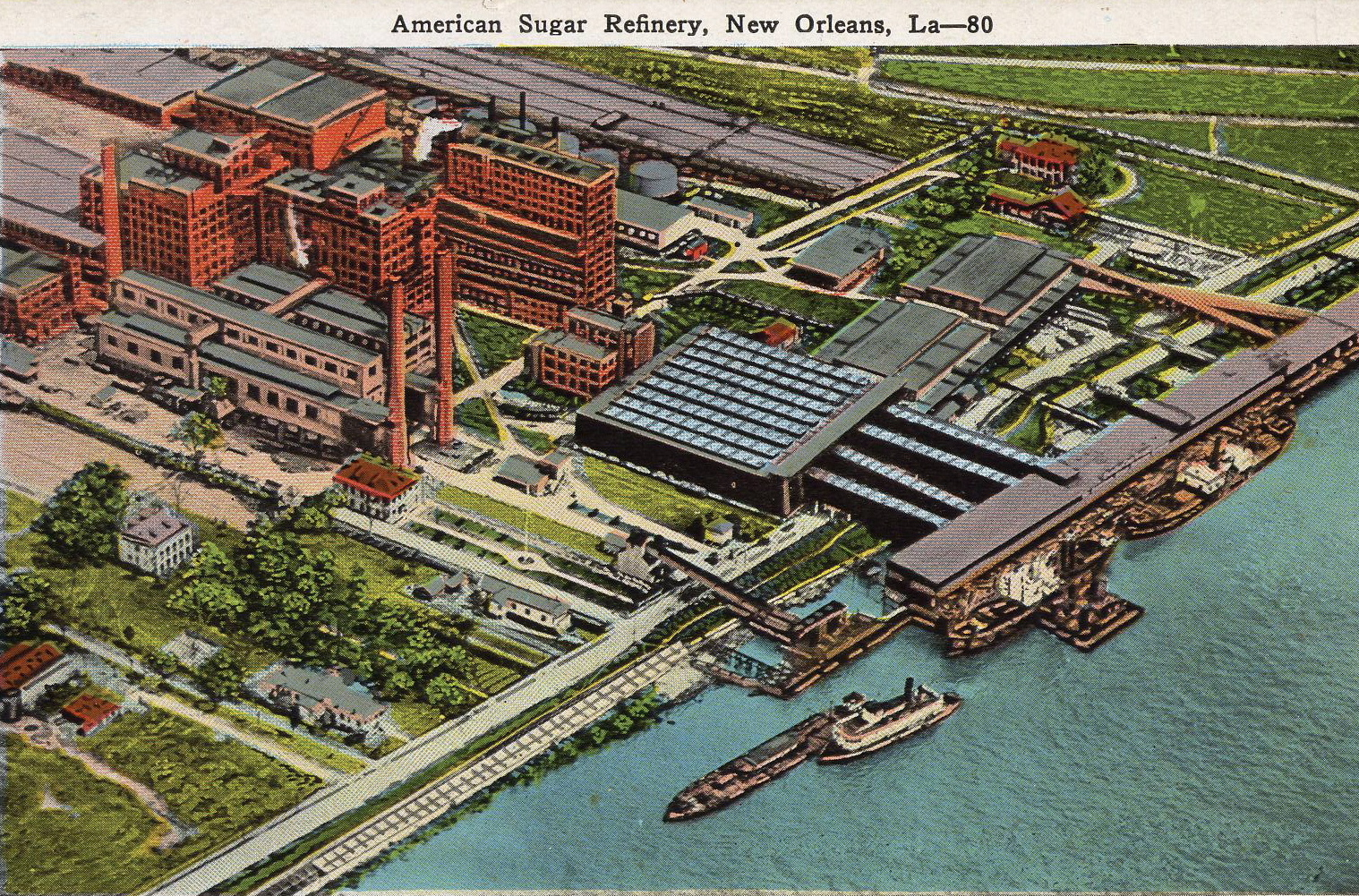
Lo mismo en funcionamiento

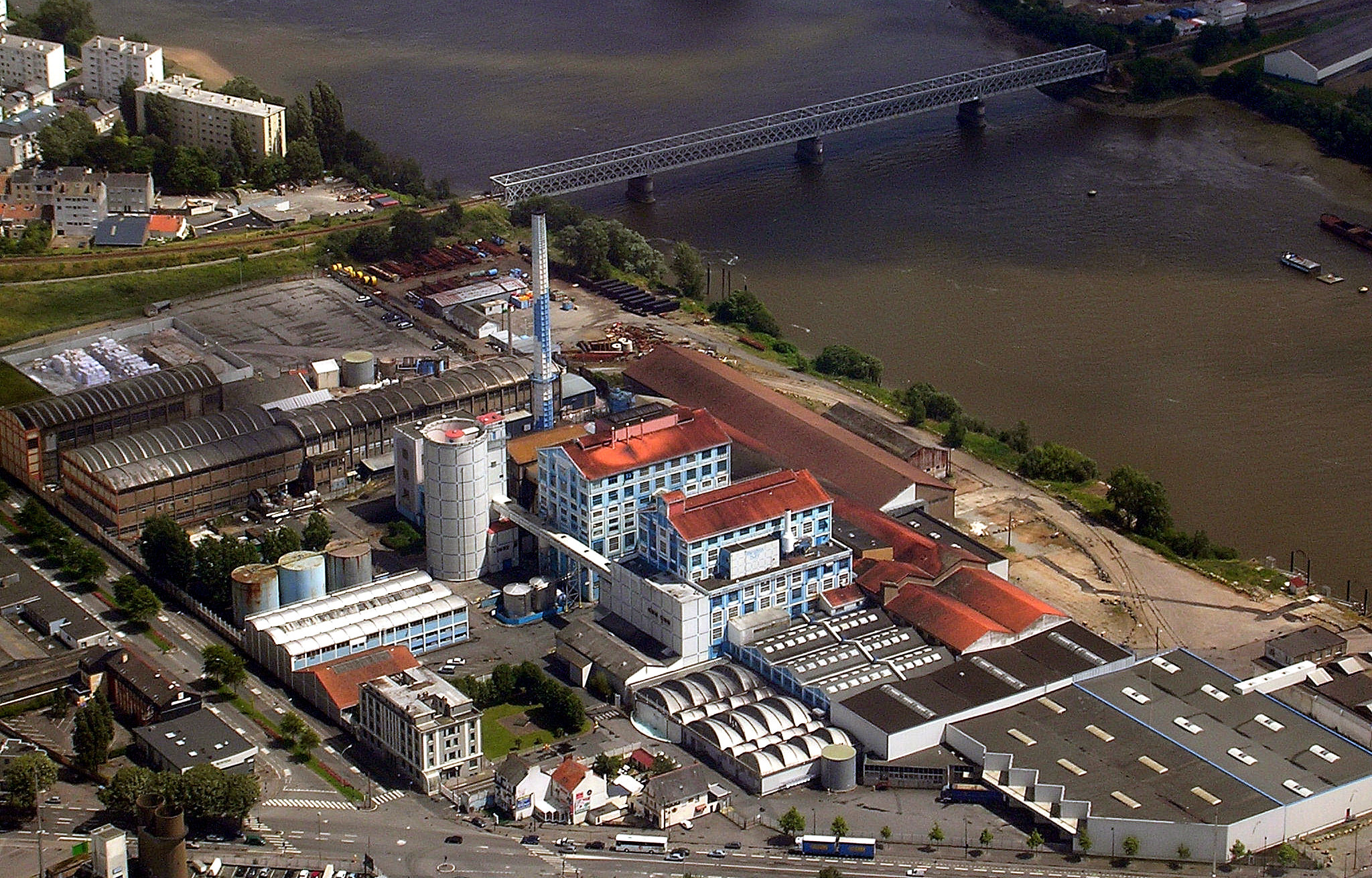
Refinería de azúcar en Nantes, costa atlántica de Francia

Una refinería de azúcar es una refinería que procesa azúcar sin refinar de caña o remolacha en azúcar blanca refinada.
Muchos ingenios de caña de azúcar producen azúcar cruda, que es azúcar que todavía contiene melaza, lo que le da más color (e impurezas) que el azúcar blanca, que normalmente se consume en los hogares y se usa como ingrediente en refrescos y alimentos. Si bien el azúcar de caña no necesita refinarse para ser apetecible, el azúcar de la remolacha azucarera casi siempre se refina para eliminar el sabor fuerte, generalmente no deseado, de la remolacha. El azúcar refinada producida es sacarosa pura en más del 99 por ciento.
Muchos ingenios azucareros solo operan durante la temporada de cosecha, mientras que las refinerías pueden trabajar todo el año. Las refinerías de remolacha azucarera tienden a tener períodos más cortos cuando procesan la remolacha que las refinerías de caña, pero pueden almacenar productos intermedios y procesarlos fuera de temporada. El azúcar sin refinar se procesa y vende localmente o se exporta y refina en otros lugares.

## Historia

### Técnico

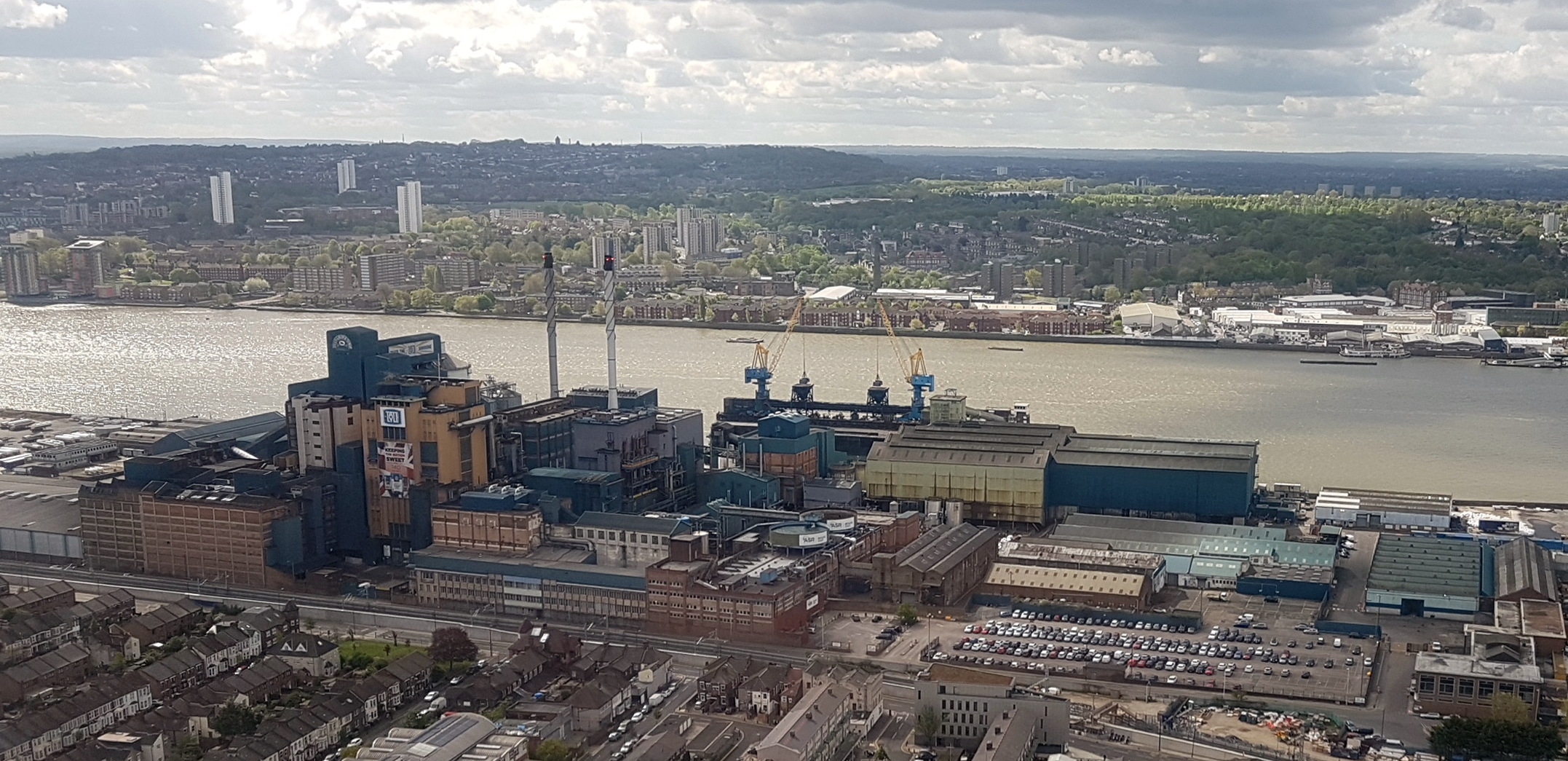
Refinería Tate & Lyle Thames de ASR en Silvertown, Londres

Las refinerías de azúcar se remontan al Egipto árabe en el siglo XII. Una versión artesanal es el trapiche, luego sustituido por el engenho o ingenio.
A principios de la era moderna, el proceso constaba de algunos pasos estándar. Primero, el azúcar sin refinar se ponía en una caldera de cobre y se mezclaba con sangre de buey y agua de cal. A continuación, se dejó reposar la mezcla durante una noche para que se disolviera. Por la mañana, se encendía un fuego debajo de la sartén o caldera. La albúmina de la sangre se coagulaba y depositaba las impurezas sólidas del azúcar, formando una escoria que se eliminaba constantemente. Luego se continuaba la cocción a fuego lento hasta que una muestra de la mezcla se volvía transparente. Luego era hervida rápidamente hasta tal consistencia en que podía formar hilos entre el dedo índice y el pulgar. En ese momento el fuego se apagaba. El segundo paso era la granulación. Para ello, el jarabe se trasladaba a un recipiente donde se agitaba con remos de madera hasta granular. El tercer paso era poner el azúcar en moldes.
Las refinerías de azúcar a menudo se encuentran en regiones que consumen mucha azúcar, como América del Norte, Europa y Japón. Desde la década de 1990, se han construido muchas refinerías de azúcar de última generación en la región de Medio Oriente y África del Norte, por ejemplo, en Dubái, Arabia Saudita y Argelia. La refinería de azúcar más grande del mundo es la American Sugar Refining con instalaciones en América del Norte y Europa.

### En el Reino Unido
La industria de refinación británica comenzó en 1544 y se centró en los puertos de Glasgow, Liverpool, Bristol y Londres. Los riesgos involucrados en las grandes refinerías estimularon el desarrollo de la industria de seguros. Hubo 16 incendios en las refinerías de Greenock entre 1859 y 1895. Tate & Lyle se convirtió en la empresa de refinación dominante de Gran Bretaña en el siglo XX, pero vendió su negocio de refinación de azúcar en 2010 a American Sugar Refining.

## Procesamiento de azúcar crudo

### Afinación

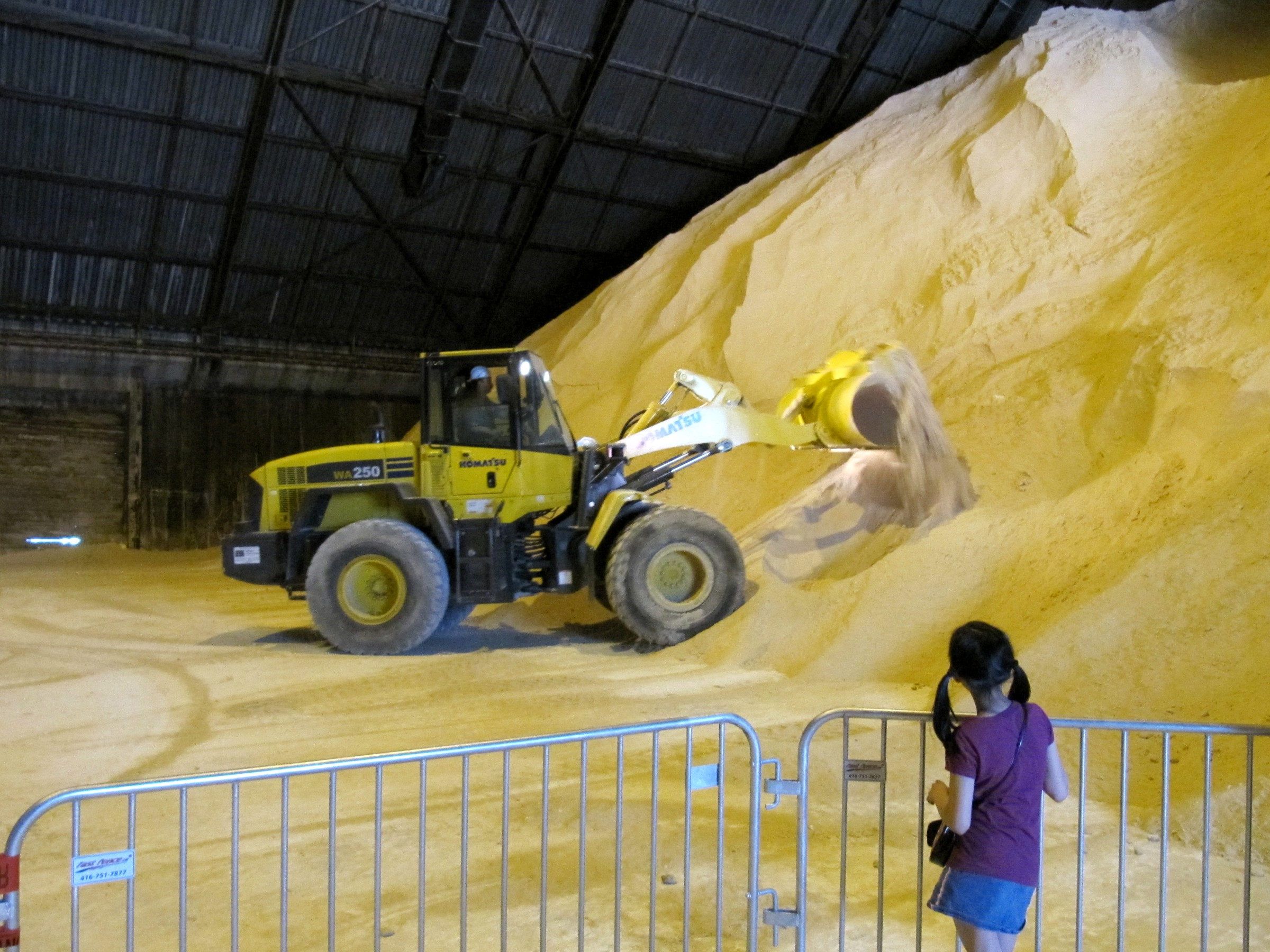
Almacenamiento de azúcar crudo en una refinería de azúcar

El azúcar sin refinar se almacena en grandes almacenes y luego se transporta a la refinería de azúcar por medio de cintas transportadoras. En el proceso de refinación tradicional, el azúcar sin refinar se mezcla primero con jarabe espeso y se centrifuga para lavar la capa exterior de los cristales de azúcar sin refinar, que es menos pura que el interior del cristal. Muchas refinerías compran azúcar de alta pureza y pueden prescindir del proceso de afinación.

### Purificación
En la etapa de purificación, el jugo se mezcla con lechada de cal caliente (una suspensión de hidróxido de calcio en agua). Este tratamiento precipita una serie de impurezas, incluidos aniones multivalentes como sulfato, fosfato, citrato y oxalato, que precipitan como sales de calcio y moléculas orgánicas grandes como proteínas, saponinas y pectinas, que se agregan en presencia de cationes multivalentes. Además, las condiciones alcalinas convierten los azúcares simples, la glucosa y la fructosa, junto con el aminoácido glutamina, en ácidos carboxílicos químicamente estables. Si no se tratan, estos azúcares y aminas finalmente frustrarían la cristalización de la sacarosa.

#### Carbonatación
En el paso de carbonatación, se burbujea dióxido de carbono a través de la solución de azúcar alcalina, precipitando la cal como carbonato de calcio (tiza). Las partículas de tiza atrapan algunas impurezas y absorben otras. Un proceso de reciclaje aumenta el tamaño de las partículas de tiza y se produce una floculación natural donde las partículas pesadas se depositan en tanques (clarificadores). Una adición final de más dióxido de carbono precipita más calcio de la solución; esto se filtra, dejando una solución de azúcar marrón claro dorada más limpia llamada "jugo diluido".
En 1935, los insumos requeridos para procesar 1 tonelada corta (2,000.00 lb; 907.18 kg) de remolacha al azúcar se describió de la siguiente manera:
- 80 libras (36,3 kg) de caliza
- 250 libras (113,4 kg) de coque (para convertir la caliza en cal viva)
- 2500 galones americanos (9463,5 L) de agua

#### Fosfatación
La fosfatación se logra agregando ácido fosfórico después de agregar hidróxido de calcio para formar fosfato de calcio.
Luego, el azúcar restante se disuelve para hacer un licor de azúcar (alrededor del 70 por ciento en peso de sólidos), que se aclara mediante la adición de ácido fosfórico e hidróxido de calcio que se combinan para precipitar el fosfato de calcio. Las partículas de fosfato de calcio atrapan algunas impurezas y absorben otras, y luego flotan hasta la parte superior del tanque, donde se eliminan.

### Descolorización
Después de filtrar los sólidos restantes, el licor de azúcar clarificado se decolora mediante la filtración mediante el uso de hueso carbonizado, un lecho de carbón activado o, en plantas más modernas, resina de intercambio iónico.

### Evaporación
El jugo fino se concentra por evaporación de efecto múltiple para hacer un "jugo espeso", aproximadamente 60% de sacarosa por peso y similar en apariencia al jarabe de arce. También se esteriliza con luz ultravioleta. El jugo espeso se puede almacenar en tanques para su posterior procesamiento, lo que reduce la carga en la planta de cristalización.

### Cristalización

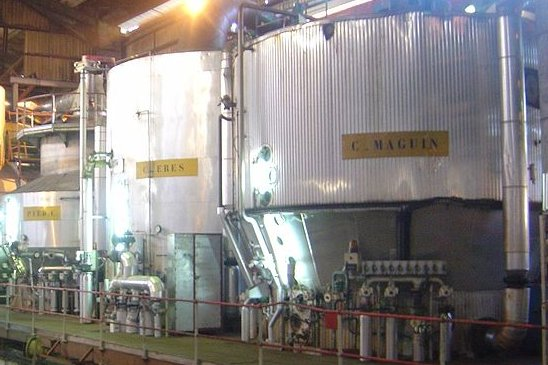
Tachos de vacío

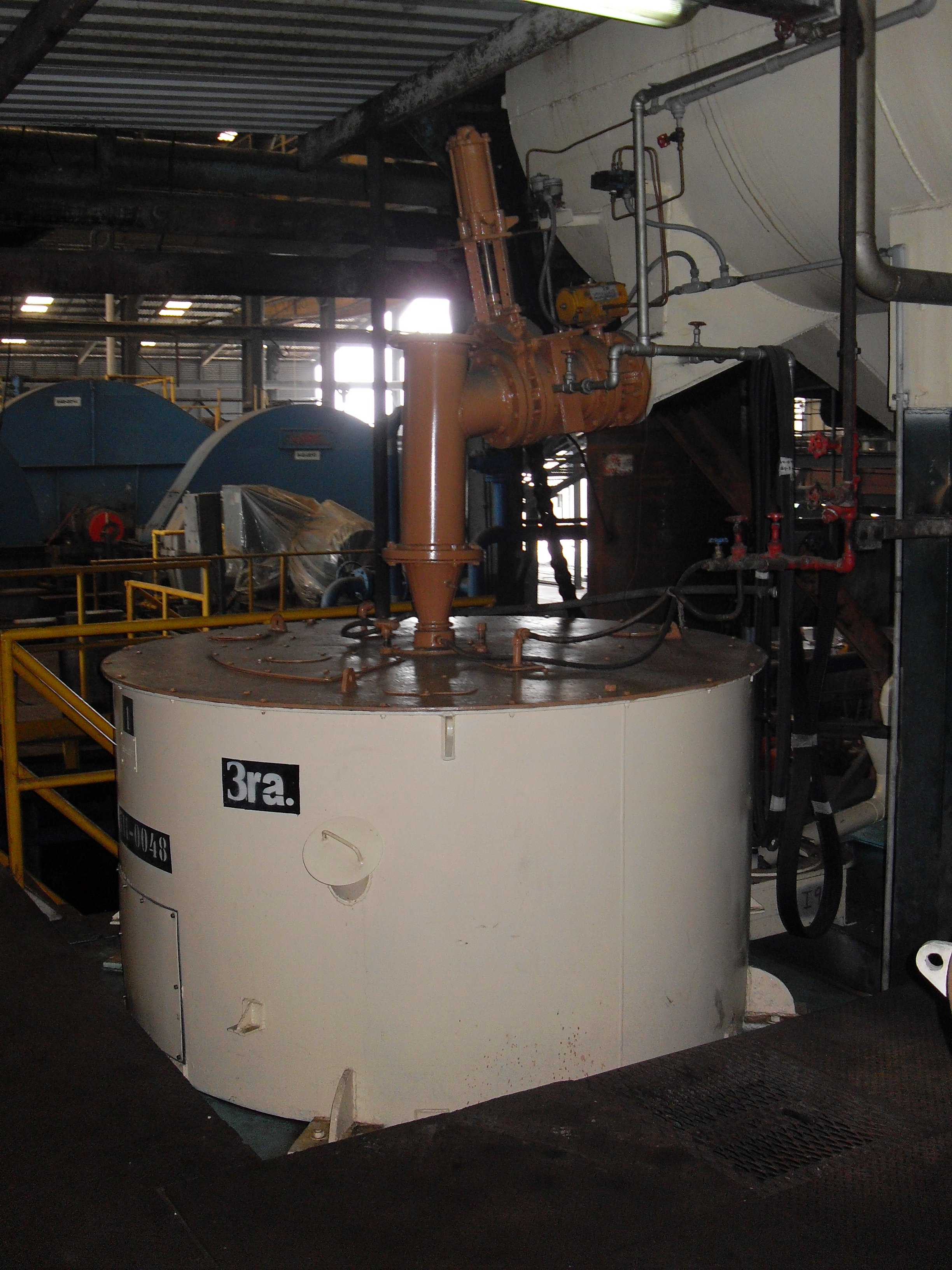
Centrífuga continua de azúcar para productos de recuperación

Alimentar el jugo espeso a los cristalizadores es el primer paso de este subproceso. El azúcar reciclado se disuelve en el jugo y el jarabe resultante se llama licor madre. El licor se concentra aún más hirviéndolo al vacío en recipientes grandes (las llamadas cubas de vacío) y sembrando con finos cristales de azúcar. Estos cristales crecen a medida que el azúcar de las aguas madres se forma a su alrededor. La mezcla resultante de cristales de azúcar y jarabe se llama massecuite, de "masa cocida" en francés.
Luego, la masa cocida se pasa a una centrífuga, donde el jarabe espeso se elimina de la masa cocida. Después de un tiempo predeterminado, se rocía agua en la centrífuga a través de una barra rociadora para lavar los cristales de azúcar que producen un jarabe diluido. Entonces, la centrífuga gira a una velocidad muy alta para secar parcialmente los cristales. La máquina se ralentiza y se despliega un brazo en forma de arado que extrae el azúcar blanca refinada de los lados de la centrífuga de arriba hacia abajo en una planta transportadora debajo donde se transporta a un granulador giratorio donde se seca usando aire caliente.
El jarabe espeso se alimenta a una tacho de vacío de azúcar sin refinar a partir de la cual se produce un segundo lote de azúcar. Este azúcar ("en bruto") es de menor calidad, con más color e impurezas, y es la fuente principal del azúcar disuelto nuevamente en las aguas madres. El jarabe diluido se hierve y se envía para que fluya lentamente alrededor de una serie de unos ocho cristalizadores. A partir de esto, se produce un cristal de azúcar de muy baja calidad que también se vuelve a disolver. El jarabe separado es melaza, que todavía contiene azúcar, pero contiene demasiadas impurezas para someterse a un procesamiento adicional de manera económica. La melaza se almacena en el sitio y se agrega a la pulpa de remolacha seca para hacer alimento para animales, se vende en camiones cisterna a granel, se fermenta en alcohol o se procesa más.

### Recuperación de melaza
Dado que la melaza todavía contiene azúcar, es ventajoso recuperarla. El Proceso Steffen se usó para recuperar algunos, por lo que las fábricas avanzadas tenían una "casa Steffen" al lado de la planta. Durante la Primera Guerra Mundial, cuando la potasa importada de fuentes europeas no estaba disponible en los Estados Unidos, las "aguas residuales de Steffen" proporcionaron una buena fuente, lo que generó un flujo de ingresos rentable para una fábrica. La necesidad desapareció inmediatamente después de la guerra. En la década de 1950, la fermentación industrial avanzó para producir glutamato monosódico (MSG), que anteriormente se producía en Japón mediante el costoso proceso de racemización. La melaza de azúcar de remolacha, con una Corynebacterium (especialmente Corynebacterium glutamicum) y combinada con penicilina o un tensioactivo para bloquear la biotina, produjo MSG como resultado.

## Secado y almacenamiento de azúcar
El azúcar granulada es azúcar en la que los granos de azúcar individuales no se agrupan. Esto se logra mediante el secado. El azúcar se seca primero en un secador rotatorio caliente y luego se sopla aire frío durante varios días en silos de acondicionamiento. El producto terminado se almacena en grandes silos de hormigón o acero. Se envía a granel, en bolsas grandes o 25-50 kilogramos (55,1-110,2 lb) para clientes industriales o empaquetadas en paquetes de tamaño de consumidor para minoristas.
El azúcar deshidratado debe manipularse con precaución, ya que es posible que se produzcan explosiones de polvo de azúcar. Por ejemplo, una explosión de polvo de azúcar que provocó 13 muertes fue la explosión de la refinería de azúcar de Georgia en 2008 en Port Wentworth.

## Subproductos
- Melaza
- Bagazo

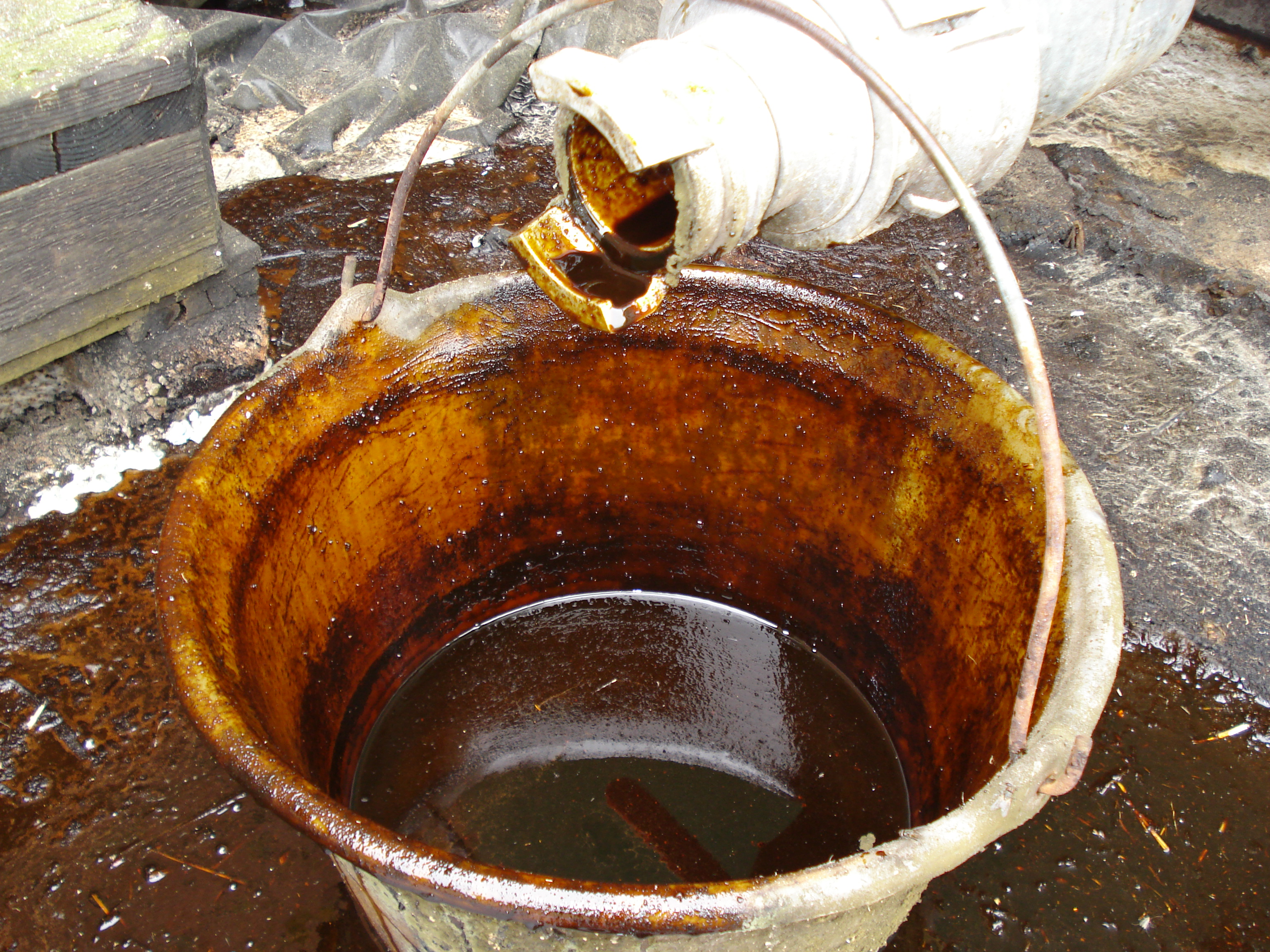
Melaza de remolacha azucarera utilizada como suplemento forrajero para ganado

Muchas autoridades viales de América del Norte utilizan melaza de remolacha desazucarada como productos para descongelar o anticongelar en las operaciones de control invernal. La melaza se puede usar directamente, combinada con cloruros líquidos y aplicada a las superficies de las carreteras, o se puede usar para tratar la sal esparcida en las carreteras. La melaza puede ser más ventajosa que la sal para carreteras sola porque reduce la corrosión y reduce el punto de congelación de la mezcla de sal y salmuera, por lo que los descongelantes siguen siendo efectivos a temperaturas más bajas. Agregar el líquido a la sal de roca también reduce el rebote y la dispersión de la sal de roca, manteniéndola donde se necesita, y reduce el tiempo de activación de la sal para comenzar el proceso de fusión.

## Automatización de fábricas en refinerías de azúcar
Como en muchas otras industrias, la automatización de fábricas se ha promovido fuertemente en las refinerías de azúcar en las últimas décadas. El proceso de producción generalmente está controlado por un sistema de control de procesos central, que controla directamente la mayoría de las máquinas y componentes. Solo para ciertas máquinas especiales, como las centrífugas en la casa de azúcar, se utilizan PLCs descentralizados por razones de seguridad.